# Postcards from London
Postcards from London ist ein Filmdrama von Steve McLean, das am 17. März 2018 im Rahmen des Melbourne Queer Film Festivals seine Premiere feierte.

## Handlung
Den wunderschönen und wunderbar begabten Jim verschlägt es aus dem nordöstlich von London gelegenen Essex nach Soho. In seiner ersten Nacht wird er ausgeraubt, findet jedoch bei den „Raconteurs“ Zuflucht, einer Gruppe von Callboys, die sich der Kunst ebenso wie dem Sex verschrieben hat. Er schließt sich ihnen an. Da Jim unter dem Stendhal-Syndrom leidet, einer seltenen psychosomatischen Störung, durch die er gelegentlich halluziniert und in Ohnmacht fällt, ist seine Arbeit nicht immer leicht für ihn.

## Produktion

### Entstehungsgeschichte
Regisseur und Drehbuchautor Steve McLean hat für den Film autobiographische Schriften des Performance-Künstlers David Wojnarowicz adaptiert und verlegte hierbei den Handlungsort nach England. Der US-amerikanische Künstler, Autor, Fotograf und Filmproduzent wurde in den 1970er und insbesondere 1980er Jahren als Künstler in der Kulturszene New Yorks bekannt. Er drehte Super-8-Filme wie beispielsweise Heroin, startete eine Fotoserie über Arthur Rimbaud und war Mitglied in der Band 3 Teens Kill 4. Anfang der 1980er Jahre lernte Wojnarowicz den Fotografen Peter Hujar kennen, der ihn ermutigte sich vermehrt der visuellen Kunst zu widmen. Wojnarowicz arbeitete mit anderen Künstlern wie Nan Goldin, Kiki Smith, Richard Kern und Bob Ostertag zusammen und stellte seine Kunstwerke in bekannten Galerien im East Village in New York City aus. Wojnarowicz starb 1992 an den Folgen von AIDS. Postcards from London ist McLeans zweiter Spielfilm, der im Zuge des New Queer Cinema bereits 1994 seinen Film mit dem Titel Postcards from America fertigstellte. Die Filmmusik komponierte Julian Bayliss.

### Besetzung

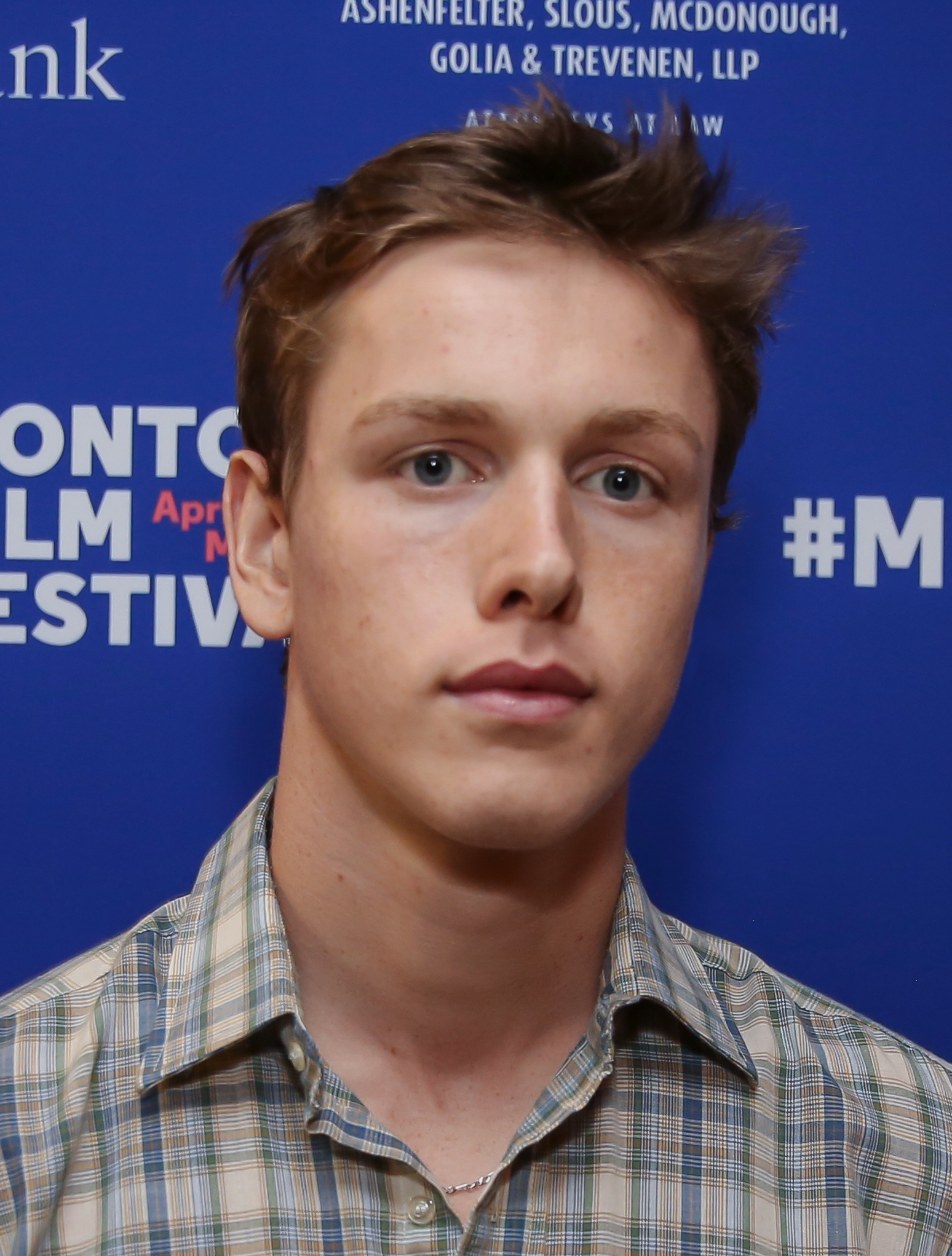
Harris Dickinson, wenige Monate nach Ende der Dreharbeiten, übernahm im Film die Rolle von Jim

Harris Dickinson übernahm die Rolle von Jim, Leonardo Salerni spielt Marcello und Ben Cura ist in der Rolle von Caravaggio zu sehen. Weitere Rollen wurden mit Raphael Desprez, Leo Hatton, Alessandro Cimadamore und Trevor Cooper besetzt.

### Veröffentlichung
Der Film feierte am 17. März 2018 im Rahmen des Melbourne Queer Film Festivals seine Premiere. Ab 31. März 2018 wurde er beim BFI Flare London LGBT Film Festival vorgestellt und im Juni und Juli 2018 beim Filmfest München gezeigt. Am 17. August 2018 kam er in ausgewählte Kinos im Vereinigten Königreich und in Irland und am 13. Dezember 2018 in die deutschen Kinos. Zudem erfolgte eine Veröffentlichung als DVD. Die Erstausstrahlung im deutschen Fernsehen lief am 5. August 2021 in der Reihe rbb queer.

## Rezeption

### Altersfreigabe
In Deutschland erhielt er eine Freigabe ab 12 Jahren. In der Freigabebegründung heißt es: „Der Film ist in betont kunstvoller, beinahe theaterhafter Weise inszeniert und die anspruchsvollen Dialoge drehen sich vor allem um Kunst und Kultur. Das Thema Prostitution wird nur in Dialogen behandelt und es gibt keinerlei Sexszenen. Im Vordergrund steht die Entwicklungs- und Selbstfindungsgeschichte der Hauptfigur. Kinder und Jugendliche ab 12 Jahren können der Handlung problemlos folgen, und auch wenn sie womöglich nicht alle Bezüge zur Kunst- und Filmgeschichte verstehen, entsteht dadurch keine negative Wirkung. Beeinträchtigungen lassen sich daher ausschließen.“

### Kritiken
Stefan Hochgesand vom Berliner Stadtmagazin Zitty hebt in seiner Kritik das hochkulturelle Geplauder über die Meisterwerke der Kunstgeschichte statt der Zigarette danach hervor: „Diese Idee entspinnt der Film einfallsreich auf eine witzige Weise, die nie in plumpe Albernheit kippt.“ Weiter erklärt Hochgesand, man müsse die überquellenden Kultfilm-Anspielungen, etwa auf Gus van Sants My Private Idaho und Derek Jarmans Caravaggio, nicht mal als solche erkennen, um „sophisticated Spaß“ zu haben. Postcards from London sei von einer liebevollen Leichtigkeit, die süchtig mache: „Keine einzige Einstellung könnte noch perfekter ausgeleuchtet sein. So lustig, lustreich und im selben Augenblick klug war schwuler Arthouse bis dato noch nie.“
In einer Kritik der dpa heißt es, trotz seiner grandiosen Idee plätschere die Handlung im Film spätestens ab der Hälfte immer gemächlicher vor sich hin um letztlich in einer Art Zeitlupe auszufransen. Dennoch lohne es sich, auf die gelungenen Elemente zu achten: „Da ist der Rückblick auf das heimische, mit 70er-Jahre-Tapeten ausgekleidete Elternhaus, aus dem Jim so dringend ausbrechen will. Da sind seine Halluzinationen, in denen er selbst zum Objekt seines Lieblingsmalers Caravaggio wird. Da ist die verwahrloste Prostituierte von der Straße, die kurze Zeit später zu Jims Hausärztin wird.“
Der Filmdienst schreibt: „Mit einem hochartifiziellen Setting und visuellen Anleihen bei Rainer Werner Fassbinder, Kenneth Anger, Wong Kar-wai und Derek Jarman lässt die Hommage an eine homosexuelle Kulturgeschichte eine vergangene Ära aufleben. Ästhetisch treffen sich queere Subkultur und Frühbarock, ohne dass die wunderschönen Bilderwelten daraus viel Kraft schöpfen könnten.“